# Varejo
Varejo (português brasileiro) ou retalho (português europeu) é a venda de produtos ou a comercialização de serviços em pequenas quantidades, ao contrário do que acontece na venda por atacado, o varejo é a venda direta ao comprador final, consumidor do produto ou serviço, sem intermediários.

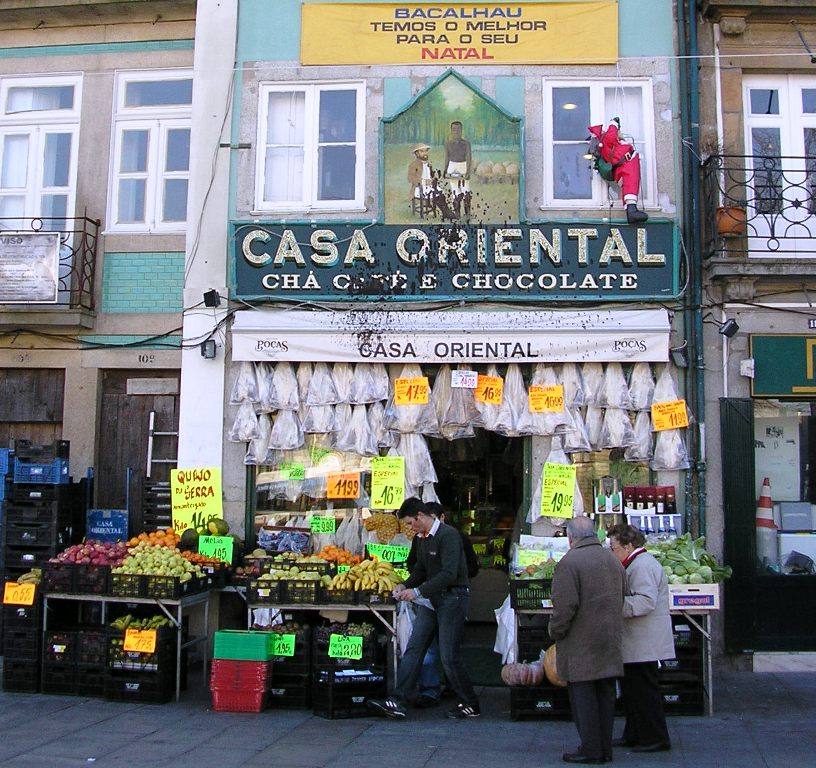
Loja de bairro tradicional na cidade do Porto, Portugal

Segundo Kotler, todas as atividades de venda de bens ou serviços diretamente aos consumidores finais são definidas como varejo. O local onde os produtos ou serviços são vendidos ou realizados pode ser em lojas, rua ou residência do consumidor. Da mesma forma, todas as maneiras pela qual estes bens ou serviços são vendidos estão incluídas no conceito de varejo, seja através de venda pessoal, correio, telefone ou máquina automática. Há controvérsias sobre os formatos de venda onde não há o ponto de venda, ou ponto comercial, isso porque as vendas chamadas de "porta-a-porta" ou pelo correio enquadram-se mais apropriadamente no conceito de marketing direto, ou "one-to-one". 
No Brasil, o varejo registrou um crescimento de 6,4% em 2024, no comparativo com o ano anterior, segundo dados do índice Omie de desempenho econômico das PMEs (Iode-PMEs). 

## Marketing
No marketing da venda a varejo existem várias características específicas de grande importância, como o atendimento, a exposição (visual merchandising), o ponto comercial (geomarketing) e outras.
O sucesso de um varejista (retalhista), seja este pequeno ou grande, depende principalmente do quanto ele incorpora o conceito de venda ao consumidor. Este conceito é uma orientação de gestão que faz o varejista (retalhista) focar as necessidades dos seus mercados-alvo e a satisfação das mesmas, tão ou mais eficaz e eficientemente que os seus concorrentes. Segundo Ruotolo & De Menezes (2001) ao idealizar um conceito de loja, o varejista (retalhista) toma decisões sobre: nível de serviço oferecido, linha de produtos comercializados, política de preços, cobertura geográfica, acesso ao cliente, tamanho e localização da loja.
O marketing da venda a varejo é uma atividade totalmente distinta do marketing tradicional, que teve a sua formulação baseada na indústria de bens de consumo. As suas principais características de diferenciação são os tempos utilizados nos seus planos e ações, as formas de pesquisa junto ao consumidor e a comunicação. O varejo atual ainda necessita desenvolver um setor de Investigação e Desenvolvimento para competir com os novos meios de distribuição de produtos do futuro.
A raiz da palavra varejo, utilizada no Brasil, tem origem no instrumento utilizado para medir peças de tecidos, cordas, linhas, madeiras, etc., que era uma vara com uma medida padrão. Ainda hoje, em algumas lojas de tecidos usa-se uma régua de madeira com um metro de comprimento para fracionar os produtos. O termo atualmente utilizado em Portugal também denota claramente o fracionamento de produtos para venda em pequenas porções ou quantidades.

## Maiores redes varejistas no Brasil
No Brasil estão presentes algumas das maiores redes varejistas mundial, tendo receitas de 444,68 bilhões *de reais em 2015. 20 anos antes, por exemplo, os 300 maiores supermercados tinham um faturamento bruto de quase 30 bilhões de reais e 273.929 de empregados somente naquele ano.

## Retalho cirúrgico
Em medicina, retalho é uma porção da pele com subcutâneo e vasos sanguíneos próprios viáveis separada para transplante. O retalho é cirurgicamente movido da área doadora para outra receptor lesionada. Ao contrário dos enxertos, que não tem vasos sanguíneos, levar seus próprios vasos sanguíneos aumenta da sobrevivência do retalho. Também chamado de flap, por sua terminologia em inglês.